# Ohlsdorf
Ohlsdorf est une commune autrichienne du district de Gmunden en Haute-Autriche.

## Personnalités liées à la commune
- Thomas Bernhard, musée